# 孜热甫夏提塔吉克族乡
孜热甫夏提塔吉克族乡是中华人民共和国新疆维吾尔自治区喀什地区莎车县下辖的一个民族乡。

## 行政区划
孜热甫夏提塔吉克族乡下辖以下村级行政区划单位：
库孜玛勒村、托万库孜玛勒村、孜热普夏提村、木萨克村、库木巴格村、阔什铁热克村、兰干村、萨依巴格村、喀勒提拉村、托库孜买提村、夏普吐鲁克村和英买里村。